# Stirling-motor
A Stirling-motor vagy más néven hőlégmotor külső hőbevezetésű hőerőgép, általában dugattyús-forgattyús mechanizmussal készül. A belső égésű motorokkal szemben a Stirling-motor hőforrása nem a hengerben elégő fűtőanyag, mint az Otto- és Diesel-motoroknál vagy a gázturbinában, hanem a motoron kívül van. A hőátadási folyamat lehetővé teszi, hogy az összes hőerőgép közül a legjobb hatásfokot nyújtsa: hatásfoka megközelítheti annak az ideális Carnot-körfolyamatnak a hatásfokát, amely az alkalmazott szerkezeti anyagoknál gyakorlatilag elérhető. (A termikus hatásfokot a hőmérséklet határolja le.)
A motort Robert Stirling lelkész találta fel 1816-ban, aki az első gépeken lényeges újításokat dolgozott ki, az első szabadalmat adta be, és később segített mérnök fivérének, James Stirlingnek a további fejlesztésekben.

## Általános leírás

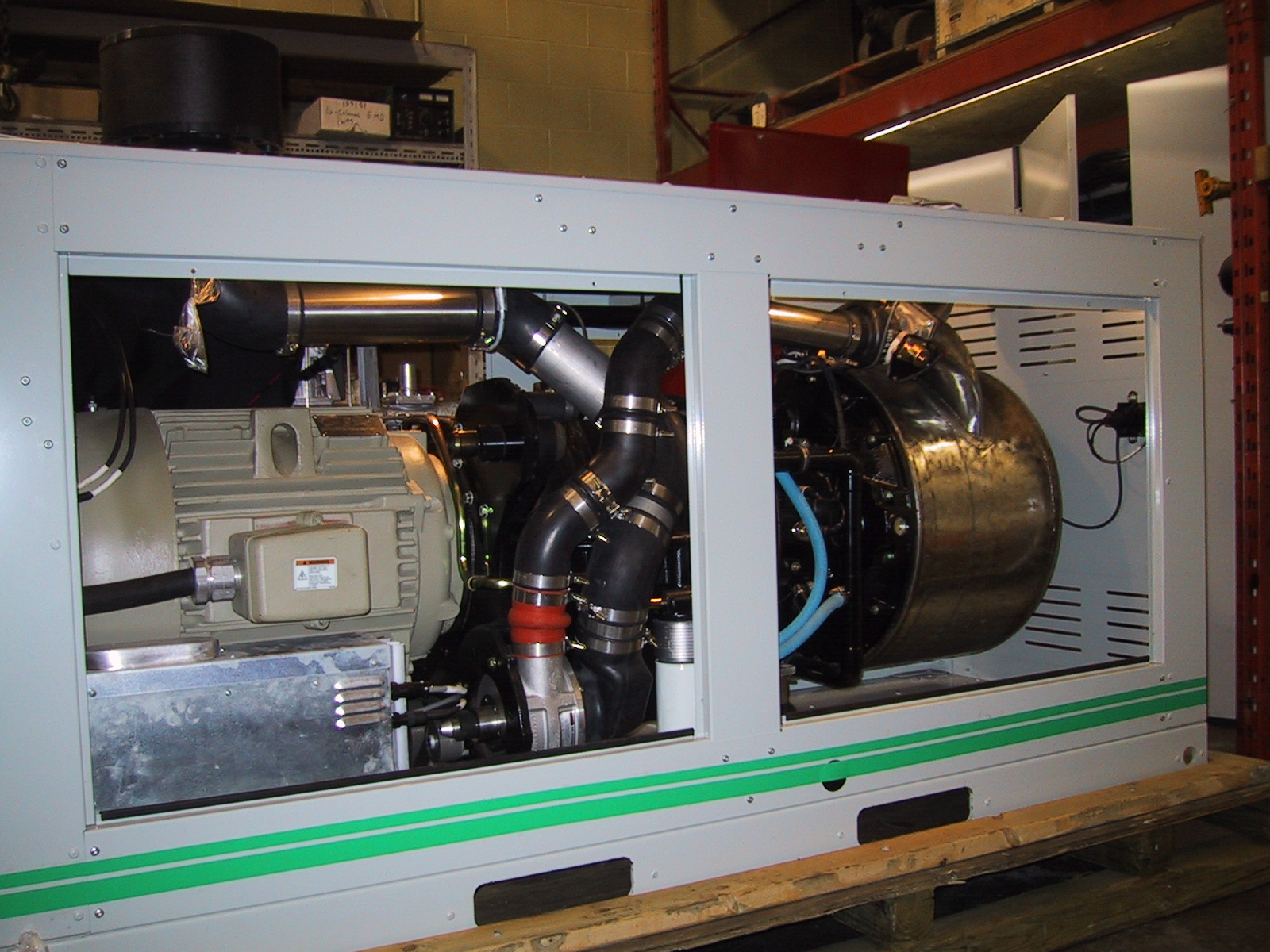
STM Stirling-motorral hajtott aggregát

A feltalálók szándéka az volt, hogy olyan hőerőgépet dolgozzanak ki, amely biztonságosabb, mint a korabeli gőzgépek, melyek kazánjai gyakran robbantak fel a nagy gőznyomás és a nem megfelelő anyagok használata miatt.
A Stirling-motorban egy adott tömegű, a környezettől tömítésekkel elzárt gáz, általában levegő, hidrogén vagy hélium van. Ennek a gáznak az állapotjelzői (például nyomás, hőmérséklet, fajtérfogat) a gáztörvények szerint változnak. Amikor az adott térfogatú gázt melegítik, a nyomása megnő, és a dugattyú felületére hatva mechanikai munkát végez a motor munkaütemében. Amikor a gázt lehűtik, nyomása esik, ez azt jelenti, hogy kevesebb munkára van szükség a gáz összenyomására a következő ütemben, mint amennyit a munkaütemben szolgáltatott, így az energiamérleg nyereséges lesz, ez a motor tengelyén hasznos munkaként fog megjelenni. A gáz ciklikusan áramlik a fűtő és hűtő hőcserélők között.
A gáz nem távozik a munkaütem után, hanem állandóan a motorban marad. Nincs szükség szelepekre sem, mint más motoroknál.

## A Stirling-motor termodinamikája
A Stirling-motor egy külső hőbevitelű hőerőgép, amely a Stirling-körfolyamat szerint működik. Bármilyen hőforrással üzemeltethető, így megújuló energiaforrásokkal (pl. napenergia) is.

### A Stirling-körfolyamat
A Stirling-körfolyamat állandó térfogatú melegítési folyamatból, izotermikus tágulási folyamatból, állandó térfogatú hűtési folyamatból és izotermikus összehúzódási folyamatból áll. Elméletileg a Carnot-körfolyamatnak a legjobb a hatásfoka, és a Stirling-körfolyamat hatásfoka ezzel vetekszik. A Stirling-körfolyamat megfordítható, reverzibilis, azaz külső erővel hajtva hűtőként is viselkedhet.
A Stirling-motornál a gáz két, egymástól bizonyos távolságra lévő és különböző hőmérsékletű térben áramlik, és ez a hőmérséklet-különbség nyomáskülönbséget hoz létre. Ez a két tér nagyon jól el van szigetelve a külső tértől, így nincs keveredés a külső tér levegőjével. A motor bárhol működhet, ahol hőmérséklet-különbség van jelen, ezért a Stirling-motor napjainkban is számos területen alkalmazható.

## A Stirling-motor jellemzői
A Stirling-motort a következők jellemzik:

### A hőforrások széles skálája
A belső égésű motorok, mint pl. a benzin- vagy dízelmotorok csak táguló üzemanyagot használhatnak. Ugyanakkor a Stirling-motor nemcsak ezeket az üzemanyagokat használhatja, hanem bármilyen éghető anyagot, mint pl. faszenet vagy fát is. Ezenkívül nem üzemanyag jellegű hőforrásokat is használhat, mint pl. a Föld hőjét, meleg légáramlatokat, vagy a napfényt. Jelenleg a világ számos pontján fejlesztenek napenergiával működő Stirling-motorokat.

### Tiszta kipufogógáz
Mivel a Stirling-motor külső égésű, ezért az üzemanyag elégetése a motoron kívül történik. Ebből kifolyólag az égés könnyebben kontrollálható a belső égésű motorokhoz képest. Ennek eredménye a nagyon tiszta kipufogógáz.

### Halk üzem
A más rendszerű belső égésű motoroknál a nyomáskülönbség robbanásszerű, gyors égés kíséretében alakul ki, ezért ott a zaj és a vibráció elkerülhetetlen velejárója a folyamatnak. A Stirling-motornál ezzel szemben a nyomáskülönbség finoman alakul ki, ami csendesebbé teszi a folyamatot, ezenkívül nincs szükség összetett szelepmechanizmusra sem (ami szintén zajforrás az egyéb motoroknál).

### Magas hőhatásfok
A Stirling-körfolyamat hőhatásfoka megközelítheti a Carnot-körfolyamat hatásfokát, mely elméletileg a legjobb. A Carnot-körfolyamat hatásfoka:
{\displaystyle h=1-(T_{c}/T_{h})},
ahol
- {\displaystyle T_{h}} a körfolyamat legmagasabb hőmérséklete,
- {\displaystyle T_{c}} a körfolyamat legalacsonyabb hőmérséklete.

Ez azt jelenti, hogy az elméleti hőhatásfok annál jobb, minél nagyobb a hőmérséklet-különbség. A Stirling-motoroknál a 40%-os hatásfok is elérhető.

## A motor
Egyes Stirling-motorok külön dugattyút használnak a gáz áramoltatására a meleg és hideg kamrák között. Mások úgy kapcsolják össze a munkadugattyúkat a többhengeres motorokban, hogy megfelelően áramoltassák a gázt a különböző hőmérsékletű hengerek között. A gyakorlatban a Stirling-motorokban egy regeneratív alkatrészt, általában huzalok kötegét helyezik el a hideg és meleg hengerek közé. Ahogy a gáz áramlik a hideg és meleg kamrák között, hőt ad vagy kap a regenerátortól. Egyes konstrukciókban a visszaáramoltató dugattyú maga a regenerátor. A regenerátor javítja a motor hatásfokát. Az ideális Stirling-körfolyamat megegyezik a Carnot-körfolyamattal, vagyis az adott hőmérsékleti határok között a legnagyobb hatásfokot szolgáltatja. Termodinamikai hatásfoka nagyobb, mint a gőzgépé, és egyes korszerű belső égésű Otto- vagy Diesel-motorokénál is magasabb lehet.
|  |  |  |  |

A Stirling-motor egyik változatának vázlata látható az ábrán. Az 1. ütemben az alsó terelődugattyú alatti térben a gáz felmelegszik, kitágul és felfelé nyomja a munkadugattyút. Ez a munkaütem. A felső holtpont után a terelődugattyú lefelé mozdul el, és átnyomja a gázt a hideg térbe, eközben a munkadugattyú még felfelé mozog, így a hűtő henger térfogata nő; ez a 2. ütem, az átáramoltatás. A 3. ütemben a hideg kamrában lévő gáz fokozatosan lehűl. Végül a hideg gázt a terelődugattyú átnyomja a meleg hengerbe (4. ütem), és a folyamat kezdődik elölről.

## Stirling-hűtőgép
A Stirling-motor működése megfordítható: ha a tengelyt forgatjuk, a kamrákon hőfokkülönbség mérhető. Az első Stirling-hűtőgépeket a Philips fejlesztette ki az 1950-es években és többek között cseppfolyós nitrogén gyártáshoz használták. 1990-ig több típust készítettek, majd a vállalat átszervezése után a Stirling Cryogenics & Refrigeration BV-t alapították, mely jelenleg is működik. Érzékelők hűtésére sokféle kis Stirling-hűtőgépet használnak.

## Változatok
A mérnökök a Stirling-motor három fő típusát különböztetik meg:
- Az alfa Stirling változat két külön dugattyúval rendelkezik, egyik a meleg hőcserélőben, a másik a hideg hőcserélőben. Ennek a típusnak az egységnyi térfogatra eső teljesítménye nagy, de nehézségek merülnek fel a tömítéssel, mivel az egyik dugattyú állandó magas hőmérsékleten üzemel. (Egy alfa Stirling animáció: )

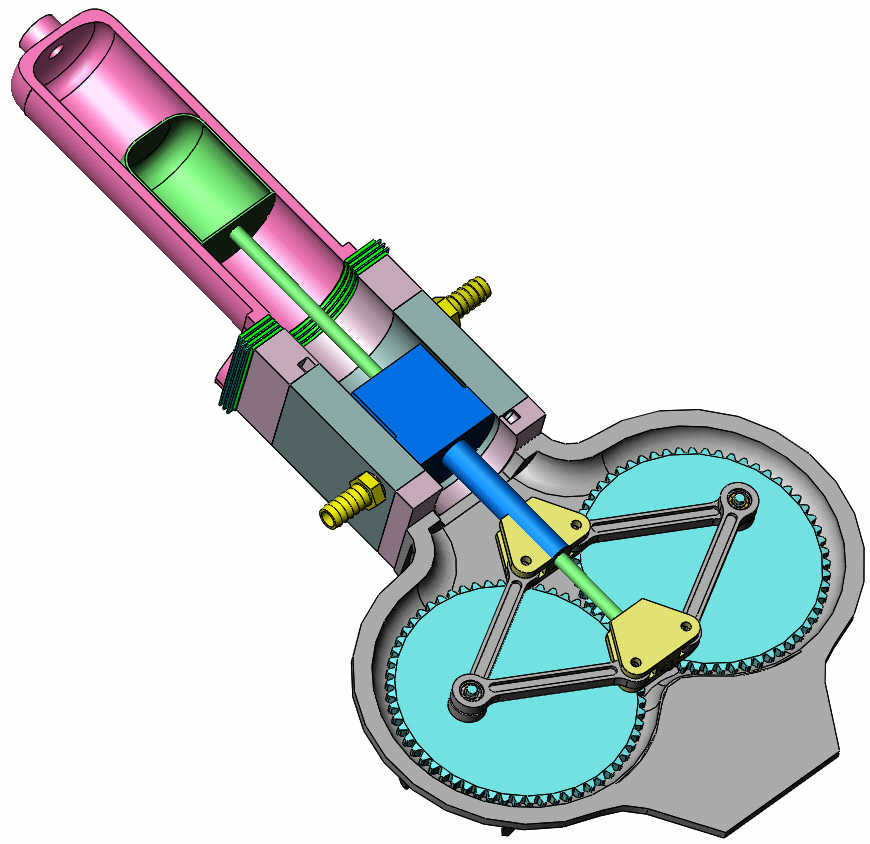
Rombusz hajtású béta Stirling konstrukció

- A béta Stirling-motornak egyetlen hengerben egy terelődugattyúja és ezt körülvevő munkadugattyúja van, mely a terelődugattyúval egy tengely mentén mozog. A terelődugattyú hézaggal illeszkedik a hengerbe, nem szolgáltat hasznos munkát, csupán arra szolgál, hogy a gázt a forró kamrából a hideg kamrába tolja. Amikor eléri a meleg hengervéget (a gáz a hidegben van), a lendítőkerék kis késleltetéssel átsegíti a munkadugattyút a holtponton amely megkezdi a hideg gáz komprimálását, és a terelődugattyú a gáz a meleg hengerbe átnyomását. Ez a konstrukció elkerüli az alfa változatnál felmerülő problémákat. (Béta Stirling animáció: )
- A gamma Stirling-motor egyszerűen egy olyan béta változat, ahol a munkadugattyú és a terelődugattyú két különálló hengerben mozog, de mindkét forgattyú ugyanahhoz a forgattyús tengelyhez csatlakozik. A gáz a két henger között szabadon áramolhat. Ez a megoldás kisebb kompresszióviszonyt tesz lehetővé, de az előbbieknél egyszerűbb a szerkezete és gyakran használják többhengeres kiviteleknél. (Gamma Stirling animáció: )

## Hőforrások
A Stirling-motort mindenfajta hőmérséklet-különbség működteti. Az a fogalom, hogy külső égésű motor, félrevezető, mert a hőforrás nemcsak égés lehet, hanem napenergia (szoláris energia), geotermikus vagy nukleáris. Ugyanígy a hideg oldal lehet egyszerűen a hűvös környezet, jég vagy hűtőfolyadék. A kis hőmérséklet-különbség a hideg és meleg oldal között azt eredményezi, hogy a szivattyúzási veszteségek jelentősen megnőhetnek, és így rontják a hatásfokot.
Ha égéshőt használnak, a tüzelőanyag minőségére nem érzékeny a Stirling-motor. A Stirling-motor kenésére használt olaj élettartama hosszabb, mint a belső égésű motoroké.

## Előnyök
- Az égés kívül zajlik le, ezért a levegő-tüzelőanyag-keveréket sokkal pontosabban lehet szabályozni.
- A hőforrás folytonos égést kíván, ezért az el nem égett füstgázok mennyisége elenyésző.
- Sok Stirling-motor csapágyazása a hideg oldalon helyezkedik el, ezért a kenést egyszerűbb megoldani, és a kenőanyag élettartama két olajcsere között hosszabb lehet.
- Az egész motor sokkal kevésbé bonyolult szerkezet, mint a belső égésű motorok. Nincsenek szelepek, illetve a tüzelőanyag- és beömlő rendszer is sokkal egyszerűbb.
- Sokkal kisebb nyomáson üzemelnek, ezért sokkal biztonságosabbak mint a konvencionális hőerőgépek.
- A kisebb üzemnyomás könnyebb szerkezeti elemek beépítését teszi lehetővé.
- Nagyon nyugodt járású szerkezetet lehet kivitelezni, működéséhez nincs szüksége külső levegőre, így tengeralattjárókon ideális erőgép lehet.
- Alkalmazása repülőgépeken is ígéretes: csendesebbek, kevésbé szennyezik a környezetet, hatásfokuk a magasságtól függetlenül is stabil, megbízhatóbbak, mert kevesebb alkatrészből állnak, nincs szükség indítóberendezésre, kisebb rezgésszinten üzemelnek, az üzemanyaguk kevésbé robbanásveszélyes.

## Hátrányok
- A Stirling-motor hideg és meleg oldali hőcserélői költséges szerkezetek, ezek nyomásálló és korrózióálló kivitelben kell hogy készüljenek. Ez megnöveli a költségeket különösen akkor, ha jó hatásfokú motort kell készíteni.
- Különösen kis hőmérséklet-különbség esetén a hideg és meleg oldal között a motor méretei sokkal nagyobbak az azonos teljesítményű belső égésű motorokhoz képest a nagy hőcserélők miatt.
- A környezet felmelegítésekor keletkező hőveszteség a legnagyobb akadálya annak, hogy Stirling-motorokat alkalmazzanak gépkocsi hajtására. Ez azonban nem hátrányos házaknál, ahol a hőveszteséget jól fel lehet használni meleg víz előállítására és fűtésre.
- A Stirling-motort nem lehet gyorsan beindítani, lassú felmelegedésre van szüksége. Ez ugyan a belső égésű motorokra is igaz, de a felfűtéshez szükséges idő itt sokkal hosszabb.
- A leadott teljesítményt nehéz változtatni, gyors változtatás nem is lehetséges. A teljesítményt vagy a dugattyú lökethosszának változtatásával vagy az áramló gáz mennyiségével lehet szabályozni. Ez hibrid hajtásokban és alaperőforrásoknál, ahol állandó teljesítményre van szükség, kevéssé problematikus.
- A hidrogént kis molekulasúlya ideális munkaközeggé teszi, de a hidrogént kis molekulái miatt nagyon nehéz zárt térben tartani szivárgás nélkül.

## Története
Légmotornak nevezett gépekről már 1699-től szólnak feljegyzések, körülbelül ekkor fedezték fel a gáztörvényeket. Sir George Caley angol feltalálóról ismert, hogy kigondolt egy légmotort 1807-ben. Robert Stirling innovatív hozzájárulása a fejlesztéshez az általa "economiser"-nek (hatásfokjavítónak) nevezett regeneratív hőcserélő volt.
A XIX. század folyamán a Stirling-motor olyan helyeken terjedt el, ahol kis vagy közepes teljesítményre volt szükség. Jelenleg ezeken a helyeken túlnyomórészt villanymotorokat alkalmaznak.
Az első hűtőgépekben hőszivattyúként használták. Az 1940-es évek vége felé Hollandiában a Philips Elektronikai Vállalat olyan sokoldalú erőgépet keresett elektronikus berendezéseik aggregátjaihoz, melyet világszerte alkalmazni tudott olyan helyeken, ahol nem volt kiépítve villamos hálózat. A társaság jelentős fejlesztési munkát szentelt a Stirling-motornak az 1930-as évektől az 1970-es évekig. Az utolsó nagy innováció a hűtőtechnikában történt, fordított működésű Stirling-motorral.
A Kokums svéd hajógyár több mint tíz tengeralattjárót épített Stirling-hajtással az 1980-as években, ami jelentős sikert eredményezett.  Archiválva 2005. június 23-i dátummal a Wayback Machine-ben
2005-ben a Southern California Edison jelentett be egy megállapodást 500 MW összteljesítményű, 20 000 darab, napfényfűtésű Stirling-motor szállításáról az Energy Systems-zel 20 éves időtávban. Ezt a rendszert egy 19 km² területű napfényfarmon helyezik el, és tükrök fogják a napfényt a motorokra vetíteni, melyek generátorokat hajtanak.
A Los Alamos Nemzeti Laboratórium mozgó alkatrészek nélküli akusztikus Stirling-motort  fejlesztett. Ez a hőenergiát rendkívül erős hangenergiává alakítja.